# Пляска смерти (фильм, 1919)

## Сюжет
В этом очевидно потерянном фильме злой калека использует сексуальную привлекательность прекрасной танцовщицы, чтобы соблазнить мужчин на смерть. Влюбившись в одну из потенциальных жертв, калека говорит ей, что он освободит ее, если ее возлюбленный, на самом деле сам убийца, выживет и сбежит из причудливого лабиринта, который проходит под домом калеки.

## Актёры и их роли
| Актер        | Исполняемая роль      |
| ------------ | --------------------- |
| Карл Бернард | Фредерик Хеннкемпер   |
| Фред Гебель  | Гарри Фри             |
| Саша Гура    | Прекрасная танцовщица |

И другие.

Пляска смерти (значения) — Dance macabre Пляска смерти  популярный сюжет средневековой европейской мифологии, неоднократно использованный в искусстве. Танец смерти (Австралия)  обязательный ритуал австралийских аборигенов перед уходом из жизни «Пляска смерти»